# Phi Tiến Sơn
Phi Tiến Sơn là nhà quay phim, biên kịch và đạo diễn điện ảnh Việt Nam, ông được biết đến qua các phim điện ảnh Em còn nhớ hay em đã quên, Lưới trời và gần đây là Đào, phở và piano, ông cũng tham gia đạo diễn một số phim truyền hình như Người thổi tù và hàng tổng, Lập trình cho trái tim, Nghề báo.

## Tiểu sử
Phi Tiến Sơn sinh năm 1954 tại Hà Nội trong một gia đình bình dân, không có truyền thống nghệ thuật. Ông được bố mẹ cho phép tự lựa chọn nghề nghiệp, từng là học sinh khối chuyên toán các cấp. Sau khi tốt nghiệp phổ thông trung học, ông thi đỗ vào Đại học Bách Khoa Hà Nội.

## Sự nghiệp
Phi Tiến Sơn nhập ngũ vào năm 1972, khi đất nước thống nhất, ông tiếp tục việc học tại trường Đại học Bách Khoa. Lúc bấy giờ sinh viên tại Hà Nội có phong trào trao đổi sách cho nhau, ông được một người bạn động viên theo ngành điện ảnh, người bạn này cho rằng năng khiếu logic của ông sẽ phát huy được với môn nghệ thuật này. Sau đó ông thi vào khoa Quay phim của Trường Đại học Sân khấu – Điện ảnh Hà Nội. Sau năm học đầu tiên, Phi Tiến Sơn được cử đi học 8 năm tại Trường Đại học Điện ảnh và Truyền hình ở Cộng hòa Dân chủ Đức. Sau khi về nước, ông được phân công công tác tại Hãng phim truyện Việt Nam, là tay máy chính của các phim điện ảnh Cạm bẫy tình, Những năm tháng đẹp... Ông giành giải Quay phim xuất sắc tại 3 kỳ liên hoan phim Việt Nam liên tiếp ở 3 hạng mục khác nhau. Năm 1990 – Liên hoan phim Việt Nam lần thứ 9, với bộ phim video Lá ngọc cành vàng. Năm 1993 – Liên hoan phim Việt Nam lần thứ 10, ở hạng mục phim thiếu nhi Truyền thuyết tình yêu thần nước cùng với đồng quay phim Trần Quốc Dũng. năm 1995, với phim điện ảnh Giọt lệ Hạ Long tại Liên hoan phim Việt Nam lần thứ 11.
Đầu những năm 1990, đạo diễn Nguyễn Hữu Phần dự định làm phim về nhạc sĩ Trịnh Công Sơn nhưng bị Hãng phim truyện Việt Nam từ chối. Ông cùng Phi Tiến Sơn, Hoàng Nhuận Cầm, Lưu Trọng Ninh góp vốn thành lập Trung tâm Điện ảnh Trẻ. Sau đó bộ phim Em còn nhớ hay em đã quên ra đời và giành được giải Bông sen Bạc hạng mục Phim điện ảnh tại Liên hoan phim Việt Nam lần thứ 9.
Vài năm sau đó, ông chuyển sang làm việc tại Hãng phim truyện I. Tại đây, bên cạnh vai trò quay phim, ông còn làm đạo diễn những bộ phim điện ảnh chính kịch, Năm 1998, ông làm đạo diễn phim truyền hình Người thổi tù và hàng tổng, bộ phim thành công giúp tên tuổi của ông trong cương vị đạo diễn bắt đầu được biết đến.  Năm 2000, Phi Tiến Sơn đạo diễn và viết kịch bản phim điện ảnh Vào Nam ra Bắc, bộ phim đoạt ngay giải B của Hội Điện ảnh Việt Nam, và một giải thưởng của Bộ Quốc phòng. Năm 2002, bộ phim Lưới trời do ông đạo diễn giành được giải Cánh diều Vàng và Bông sen Bạc cho phim điện ảnh xuất sắc. Năm 2008, Phi Tiến Sơn được chọn đạo diễn dự án phim dài tập Trần Thủ Độ và người tình, ông đã thực hiện kịch bản cho 15 tập, lên kế hoạch tuyển diễn viên và ý tưởng. Sau chuyến công tác của ông tại Hàn Quốc, vị trí đạo diễn bất ngờ được chuyển sang cho Đào Duy Phúc.
Năm 2019, Phi Tiến Sơn cùng Đào Bá Sơn và Trần Vũ Thủy được chọn đồng đạo diễn phim điện ảnh Cậu vàng chuyển thể từ các tác phẩm văn học của nhà văn Nam Cao, sau thời gian chuẩn bị bộ phim được giao cho Trần Vũ Thủy đạo diễn chính còn Phi Tiến Sơn làm đạo diễn hình ảnh. Trong thời gian này ông cũng tham bộ phim chuyển thể văn học khác là Kiều, với vai trò biên kịch, Kiều và Cậu vàng đều bị xem là thảm họa điện ảnh của Việt Nam năm 2021.
Ông là tác giả kịch bản kiêm đạo diễn bộ phim lịch sử Đào, phở và piano, kịch bản của bộ phim được ông lên ý tưởng từ khoảng năm 2010 trong dịp Đại lễ 1.000 năm Thăng Long - Hà Nội. Sau hơn 10 năm, bộ phim được bấm máy vào năm 2022 và phát hành từ tháng 9 năm 2023. Bộ phim giành được giải Bông sen Bạc tại Liên hoan phim Việt Nam lần thứ 23. Đầu năm 2024, bộ phim bất ngờ trở thành hiện tượng phòng vé với số lượng người đặt mua kỷ lục, thậm chí trang web bán vé cũng bị sập bởi lượng truy cập lớn. Cũng trong năm 2024, tại Liên hoan phim quốc tế Hà Nội lần thứ 7, ông được trao Bằng khen cho các đạo diễn, biên kịch các bộ phim về Hà Nội tham dự Liên hoan phim.

## Đời tư
Vợ Phi Tiến Sơn từng là giảng viên Trường đại học Bách khoa, họ có hai người con.

## Giải thưởng

### Giải thưởng cá nhân
| Năm  | Giải thưởng                        | Hạng mục       | Đề cử              | Tác phẩm                         | Kết quả   | Chú thích |
| ---- | ---------------------------------- | -------------- | ------------------ | -------------------------------- | --------- | --------- |
| 1990 | Liên hoan phim Việt Nam lần thứ 9  | Phim video     | Quay phim xuất sắc | Lá ngọc cành vàng                | Đoạt giải | [ 5 ]     |
| 1993 | Liên hoan phim Việt Nam lần thứ 10 | Phim thiếu nhi | Quay phim xuất sắc | Truyền thuyết tình yêu thần nước | Đoạt giải | [ 6 ]     |
| 1995 | Liên hoan phim Việt Nam lần thứ 11 | Phim điện ảnh  | Quay phim xuất sắc | Giọt lệ Hạ Long                  | Đoạt giải | [ 7 ]     |

### Giải thưởng cho tác phẩm
| Năm  | Giải thưởng                           | Tác phẩm (đạo diễn)              | Kết quả        | Chú thích |
| ---- | ------------------------------------- | -------------------------------- | -------------- | --------- |
| 1993 | Liên hoan phim Việt Nam               | Em còn nhớ hay em đã quên        | Bông sen Bạc   | [ 6 ]     |
| 1995 | Giải thưởng Hội Điện ảnh Việt Nam     | Giọt lệ Hạ Long                  | Giải B         | [ 17 ]    |
| 1997 | Giải thưởng của Hội Điện ảnh Việt Nam | Chuyện kể của những người đàn bà | Giải B         | [ 17 ]    |
| 2000 | Giải thưởng Bộ Quốc Phòng             | Vào Nam ra Bắc                   | Đoạt giải      | [ 3 ]     |
| 2000 | Giải thưởng Hội Điện ảnh Việt Nam     | Vào Nam ra Bắc                   | Giải B         | [ 3 ]     |
| 2001 | Liên hoan phim Việt Nam lần thứ 13    | Vào Nam ra Bắc                   | Bằng khen      |           |
| 2003 | Giải Cánh diều 2002                   | Lưới trời                        | Cánh diều Vàng | [ 21 ]    |
| 2004 | Liên hoan phim Việt Nam lần thứ 14    | Lưới trời                        | Bông sen Bạc   | [ 22 ]    |
| 2014 | Liên hoan phim Môi trường năm 2014    | Đam mê                           | Giải B         | [ 23 ]    |
| 2015 | Giải Cánh diều 2014                   | Lạc giới                         | Cánh diều Bạc  |           |
| 2023 | Liên hoan phim Việt Nam lần thứ 23    | Đào, phở và piano                | Bông sen Bạc   |           |

## Tác phẩm
| Năm  | Tựa đề                              | Vai trò                                         | Thể loại             | Chú thích |
| ---- | ----------------------------------- | ----------------------------------------------- | -------------------- | --------- |
|      | Những năm tháng đẹp                 | Quay phim                                       | Điện ảnh             | [ 3 ]     |
| 1991 | Truyền thuyết tình yêu thần nước    | Quay phim                                       | Điện ảnh             | [ 3 ]     |
| 1992 | Cạm bẫy tình                        | Quay phim                                       | Điện ảnh             | [ 3 ]     |
| 1994 | Giọt lệ Hạ Long                     | Quay phim                                       | Điện ảnh             | [ 3 ]     |
|      | Vào Nam ra Bắc                      | Đạo diễn                                        | Điện ảnh             |           |
| 1992 | Em còn nhớ hay em đã quên           | Đồng đạo diễn: Nguyễn Hữu Phần                  | Điện ảnh             |           |
| 1996 | Ngọt ngào và man trá                | Đồng đạo diễn: Nguyễn Hữu Phần                  | Điện ảnh truyền hình |           |
|      | Chuyện kể của những người đàn bà    | Đạo diễn - Biên kịch                            |                      | [ 3 ]     |
| 1997 | Mảnh đời của Huệ                    | Đạo diễn                                        | Ngắn tập             |           |
| 1998 | Trăng trên đất khách                | Đạo diễn                                        | Điện ảnh             |           |
| 1998 | Người cha nhu nhược                 | Đạo diễn                                        | Điện ảnh truyền hình |           |
| 2003 | Lưới trời                           | Đạo diễn                                        | Điện ảnh             |           |
| 2001 | Người thổi tù và hàng tổng          | Đạo diễn                                        | Ngắn tập             |           |
| 2004 | Cầu ông Tượng                       | Đạo diễn                                        | Ngắn tập             |           |
| 2000 | Hát mãi khúc quân hành              | Đồng đạo diễn và biên kịch: Tất Bình            | Điện ảnh truyền hình |           |
| 2000 | Đồng quê xào xạc                    | Đồng đạo diễn: Tất Bình                         | Ngắn tập             |           |
| 2005 | Vượt qua thử thách                  | Đồng đạo diễn: Nguyễn Hữu Luyện, Trịnh Lê Phong | Dài tập              |           |
| 2006 | Nghề báo                            | Đạo diễn                                        | Dài tập              |           |
| 2008 | Nhà có nhiều cửa sổ                 | Đồng đạo diễn: Vũ Hồng Sơn                      | Dài tập              |           |
| 2009 | Lập trình cho trái tim (phần 1)     | Đạo diễn                                        | Dài tập              |           |
| 2010 | Môn đăng hộ đối / Cưới ngay kẻo Tết | Đạo diễn                                        | Điện ảnh truyền hình |           |
| 2011 | Trốn tết                            | Đạo diễn                                        | Ngắn tập             |           |
| 2011 | Xin thề anh nói thật                | Đồng đạo diễn: Nguyễn Hữu Trọng                 | Dài tập              |           |
| 2012 | Đam mê                              | Đạo diễn                                        | Điện ảnh             |           |
| 2013 | Nàng quái chiêu                     | Đạo diễn                                        | Dài tập              |           |
| 2013 | 5S Online                           | Đạo diễn                                        | Sitcom               |           |
| 2014 | Đại ca U70                          | Đạo diễn                                        | Dài tập              |           |
| 2014 | Lạc giới                            | Đạo diễn                                        | Điện ảnh             |           |
| 2015 | Nợ ân tình                          | Đồng đạo diễn: Nguyễn Thành Vinh                | Truyền hình          |           |
| 2018 | Siêu sao siêu ngố                   | Cố vấn nghệ thuật                               | Điện ảnh             |           |
| 2019 | Trạng Quỳnh                         | Cố vấn nghệ thuật                               | Điện ảnh             |           |
| 2020 | Đội thiếu niên Du kích Đình Bảng    | Đồng biên kịch: Nguyễn Hữu Phần                 | Ngắn tập             |           |
| 2021 | Kiều                                | Biên kịch                                       | Điện ảnh             |           |
| 2022 | Cậu Vàng                            | Đạo diễn hình ảnh                               | Điện ảnh             |           |
| 2024 | Đào, phở và piano                   | Đạo diễn, Biên kịch                             | Điện ảnh             |           |